# Cabane de charbonnier (Aubertans)
La cabane de charbonnier d'Aubertans est un édifice situé à Beaumotte-Aubertans, en France, inscrit au titre des monuments historiques en 1987 avec le label « Patrimoine du XXe siècle ».

## Localisation
L'édifice est situé sur la commune de Beaumotte-Aubertans, dans le département français de la Haute-Saône.

## Historique
L'édifice est inscrit au titre des monuments historiques en 1987 puis reçoit le label « Patrimoine du XXe siècle ».